# Снєжина Тетяна Валеріївна
Снєжина Тетяна Валеріївна (справжнє прізвище — Печонкіна; 14 травня 1972, Ворошиловград, Українська РСР, СРСР — 21 серпня  1995, 106-й кілометр траси Барнаул — Новосибірськ, Росія) — поет, композитор і співачка. Автор більш ніж 200 пісень, безлічі віршів, малюнків, творів музики й прози. Загинула в 1995 році у віці 23 років, а в 1997 році стала знаменитою посмертно внаслідок виконання Аллою Пугачовою її пісні «Поклич мене з собою» («рос. Позови меня с собой») та ще десятка шлягерів, які ввійшли до репертуару провідних зірок естради.

## Біографія
Снєжина Тетяна Валеріївна народилась 14 травня 1972 році в Луганську в родині військовослужбовця Печонкіна Валерія Павловича та технолога місцевого заводу Тетяни Георгіївни. В родині був старший син Вадим. Незабаром після народження дочки її батьки переїжджають з України на Камчатку. В автобіографії вона згадує:
Я народилася в Україні, й першими моїми враженнями від життя були мелодійні українські наспіви з радіоприймача поруч з дитячим ліжечком і мамина колискова. Мені не виповнилося й півроку, коли доля перекинула мене з теплого, родючого краю на сувору землю Камчатки. Первозданна краса Природи … Сиві вулкани, засніжені сопки, величний простір океану. Й нові дитячі враження: довгі зимові вечори, завивання завірюхи за вікном, тріск березових полін у печі й ніжні мамині руки, що народжують на світ незабутні мелодії Шопена— Тетяна Снєжина
Тетяна рано навчилась грати на піаніно, влаштовувала домашні концерти з перевдяганнями й виконанням пісень із репертуару відомих естрадних співаків. На таких імпровізованих «концертах» почала декламувати свої перші вірші.
На Камчатці Тетяна навчалась в музичній школі й загальноосвітній школі № 4 ім. Л. М. Толстого. З 1981 року родина проживала в Москві.
Потім школа й новий переїзд, цього разу до Москви. І перше усвідомлене потрясіння в житті — втрата друзів, які залишилися за тисячею непереборних кілометрів, в тому суворому й прекрасному краю. І на зміну радісно-пустотливим дитячим строфам про «черв'ячків і комашок» у голову разом з нічними сльозами по першому коханню, «яке там, далеко, в далекому краю і суворому», стали приходити сумні й водночас ліричні рядки.— Тетяна Снєжина
Серед шкільних віршів юної поетеси можна знайти присвячені Олександру Пушкіну, декабристам, Зої Космодем'янській, подіям особистого життя. У поезії звучать мотиви любові і смерті, на тлі юнацького романтизму починається філософське осмислення життя.
Ще в шкільному віці вирішила стати лікарем. Надійшла до 2-й Московський медичний інститут, де продовжила займатися творчістю, у неї з'явилася можливість співати свої пісні студентської аудиторії. Студенти намагалися записати на касети, поширювали в колі друзів, їхніх родичів і знайомих. 
...можна було вже тоді говорити про творчість, не мені судити, але я цим жила... Частими стали студентські вечори з друзями біля клубного фортепіано, хтось з них непомітно записав те, що я співала і грала на магнітофон і касети стали розходитися по знайомим, друзям, родичам. Це був мій перший, а тому найдорожчий тираж...— Тетяна Снєжина
. У 1991 році було вбито Ігоря Талькова, якого Тетяна мала за кумира:
І тут ЙОГО смерть. Смерть великої Людини й Поета — смерть Ігоря Талькова, і сни, сни про нього. Скільки ще не написано, скільки не доспівано. Чому такі потрібні Росії люди йдуть рано — Пушкін, Лермонтов, Висоцький, Тальков?— Тетяна Снєжина
У 1992 році, у зв'язку з відрядженням батька, переїхала разом з батьками в Новосибірськ. Надійшла і вчилася в Новосибірському медінституті. Розлука з Москвою, нові друзі та враження дають поштовх до творчості. Саме тоді воно набуває вже впізнаваний снежинский стиль. Щастя і окриленість, радість зустрічей і гіркоту розлук, муки ревнощів, розчарування і самотність. У цих віршах - Історія кохання. Любов, яка народжує Пісні.

## Кроки до успіху
З початку 1994 року на московській студії «Кіс-З» почалася робота над альбомом. В квітні 1994 року відбувся дебют у Театрі естради з піснею «був час»(«рос. Было время»). Тетяна вирішила спробувати свої сили в шоу-бізнесі, взявши псевдонім «Снєжина» Вийшла перша передача про її творчість на «Радіо Росії». У той рік у студії була записана 21 пісня, які вона мріяла об'єднати в альбом під назвою «Згадай зі мною»(«рос. Вспомни со мной») ». Як тоді говорила Тетяна: 
Це пісні, які вийшли з моїх діалогів із собою, з моєю душею, з моїх сліз і моїх радощів, з мого життя»— Тетяна Снєжина
Ще не завершивши цей альбом, Снєжина вже планує запис наступного.
 Зараз продовжую працювати, поєднуючи це з необхідністю закінчити інститут. Сподіваюся випустити, незважаючи на складність такої справи, як шоу-бізнес, свій перший альбом. Але вже в проекті запис другого. Адже за роки творчості у мене накопичилося близько двохсот пісень, які чекають свого слухача. Так і життя йде своєю чергою, нові враження, нові роздуми, нові слова, які потрібно почути і постаратися зрозуміти. А головне — є мрія. Звичайно, треба ще працювати і працювати, багато чому навчитися, багато чого подолати, без цього не можна, але поки є мрія в душі, світло вдалині і друзі у плеча — можна пройти крізь вогонь і не згоріти, перепливти через океан і не потонути..— Тетяна Снєжина

На початку лютого 1995 року в черговий приїзд в Москву виявилося низька якість підсумкових записів. Повернувшись в Новосибірськ, Снєжина почала пошук нового творчого колективу. У числі інших її аудіоматеріал отримав музичний продюсер та керівник студії «М & L-Art» Сергій Бугаєв.. В березні 1995 року він запропонував Снежиной співпрацю, через пару місяців відбувся дебют пісні «Музикант».
Снєжина вчилася в інституті, займалася хореографією, брала уроки вокалу. У вересні був запланований випуск магнітоальбоми, потім ряд кліпів, у 1996 році — випуск компакт-диска.
У травні Бугайов зробив Снежиной пропозицію вийти заміж. У липні вона дала свою згоду. 15 серпня 1995 року було оголошено про майбутню 13 вересня їх весіллі.

## Смерть
У «Студії-8» записувався альбом Снежиной, вихід якого планувався тієї ж осені. 18 серпня 1995 року відбулася презентація нового продюсерського проекту. Снєжина несподівано замість естрадних пісень виконала два власних романси під гітару «Зірка моя»(«рос. Звезда моя») і «Якщо я помру раніше часу»(«рос. Если я умру раньше времени»):
Если я умру раньше времени,

Пусть меня унесут белы лебеди

Далеко, далеко, в край неведомый,

Высоко, высоко, в небо светлое…
Тим же ввечері Бугайов позичив у друзів мікроавтобус «Nissan» і поїхав зі своїми друзями в Гірський Алтай за медом і маслом обліпихи. Взяв він з собою і Тетяну.
Через декілька днів, під час подорожі, Тетяна Снєжина потрапила в автокатастрофу. Рядки міліцейського протоколу свідчать: «21 серпня 1995 року в 106-му кілометрі Черепановської траси Барнаул-Новосибірськ мікроавтобус „Nissan“ зіткнувся з вантажним автомобілем „МАЗ“. Внаслідок цієї дорожньо-транспортної пригоди загинули, не приходячи до тями, всі шість пасажирів мікроавтобуса: директор МКЦ „ПІОНЕР“ Сергій Бугаєв, співачка Тетяна Снєжина, кандидат наук Шаміль Файзрахманов, директор аптеки „Мастервет“ Ігор Головін, його дружина, лікар Головіна Ірина та їх п'ятирічний син Владик».
Існує дві головні версії катастрофи. Згідно з однією з них «Nissan» здійснив обгін і через правостороннє розташування керма не помітив вантажівки, яка мчала назустріч. Згідно з іншою версією сам «МАЗ» несподівано різко загальмував, через собаку, що перебігала дорогу, і його причіп занесло на зустрічну смугу. Снєжиній було всього 23 роки.
Спочатку Тетяна Снєжина була похована в м. Новосибірську на Заєльцівському кладовищі, пізніше останки були перенесені до Москви на Троєкурівський цвинтар (1 дільниця). На місці першого поховання встановлено пам'ятник.

## Спадщина. Пам'ять
За своє життя вона написала понад 200 пісень. У 1996 році вийшов у світ перша поетична збірка Тетяни Снєжиної «Що коштує життя моє?». Однак справжнє визнання до поетеси прийшло, тоді коли її музичні записи потрапили до Ігоря Крутого. В найкоротший термін пісні Снєжиної здобули популярність, а незабаром вдалося підготувати і провести унікальний концерт її пам'яті. На пам'ятному концерті 97-го року Алла Пугачова, Йосип Кобзон, Лев Лещенко, Крістіна Орбакайте, Михайло Шуфутинський, Лада Денс, Олена Борисенко та багато інших артистів дали друге життя пісень Тетяни Снєжиної. Популярні численні музичні композиції на її музику. Її музика звучить у фільмах.
Незважаючи на те, що Снежиной було написано понад 200 пісень, її поезія завдяки своїй внутрішній мелодійності надихає багатьох композиторів на написання нових пісень на вірші цього автора (Тобто Кемеровський, Н. Трубач та ін). Зараз в репертуарах виконавців в Росії, в Україні, в Японії понад двох десятків нових пісень на вірші Снежиной.
В 1997, 1998, 1999 ріках Т. Снєжина посмертно ставала лауреатом премії «пісня року». Існує нагорода імені Тетяни Снежиной — «Срібна сніжинка» за внесок в допомогу молодим талантам.
У 2008 році в Україні заснована літературна премія Міжрегіонального союзу письменників країни ім. Тетяни Снежиной і відповідна пам'ятна медаль. Щорічно найкращі поети-піснярі номінуються на цю нагороду.
На Алтаї у 1998 році на честь Тетяни Снежиной названа вершина гірського масиву Джунгарського Алатау. Вершина була вперше підкорена в результаті цільової експедиції групи молодих російських альпіністів натхнених Тетяною Снежиной. На вершині була закладена капсула з портретом Тані Снежиной і її книгою віршів «Що варте життя моє».
У 2006 році в школі № 97 (раніше школа № 874) р. Москви, де Тетяна Снєжина вчилася з 1981 по 1989 рр. силами педагогічного колективу на підставі офіційного рішення уряду Москви відкрито Літературно-музичний музей пам'яті Т. Снежиної».
В Україні, в місті Луганську у 2010 і за рішенням влади в центрі міста встановлений бронзовий пам'ятник Тетяні Снєжиній. Автор скульптури Є. Чумак.
У 2008 році в Новосибірську заснований і щорічно проводиться широкомасштабний регіональний телевізійний конкурс молодих виконавців естрадної пісні «Ординка», присвячений пам'яті Т. Снежиной і С. Бугаєва. Конкурсанти з'їжджаються з усієї Росії та конкурс проводиться за кілька етапів, що широко висвітлюються пресою й телебаченням. Традиційно одним з етапів фестивалю є виконання пісень Т. Снєжиної.
У Новосибірську в 2011 році в честь Тетяни Снєжиної названа одна з нових вулиць.
З 2012 року Новосибірський Велоклуб «Райдер» проводить щорічний «Велопробіг пам'яті Тетяни Снєжиної» за маршрутом Новосибірськ — 106 км Черепановской траси (місце загибелі поетеси).
З 2012 року в Москві проводиться щорічний Міжнародний фестиваль шкільного творчості пам'яті Тетяни Снєжиної» в дату, приурочену до дня народження поетеси.
Починаючи з 2012 року у травневі дні біля пам'ятника Т. Снежиной щорічно проходить творчий фестиваль «Душа», присвячений її пам'яті. У них беруть участь лауреати літературної премії Тетяни Снежиной, Міжрегіональний союз письменників, молоді поети і барди Луганська, вокальні і танцювальні колективи центрів дитячої та юнацької творчості та шкіл міста, обласна бібліотека ім. М. Гіркого.
14 травня 2013 року в Новосибірську на вулиці Тетяни Снежиной за ініціативою шанувальників поетеси і за рішенням влади міста встановлена бронзова п'ятиметрова стела, присвячена цій поетесі. Автори скульптури — головний художник Новосибірська Юрій Бурика і томський скульптор Антон Гнідих. Стела у вигляді стилізованого вітрила-арфи з силуетом юної поетеси увічнює не тільки образ самої Т. Снєжиної, але і один з її відомих творів — на передньому плані композиції зображено нотний стан з першими нотами пісні «Поклич мене з собою».
У 2008 році був запущений проект з технічної обробки архівних записів авторського виконання Тетяною Снежиной її пісень. У 2009 році вийшов перший альбом цього проекту — «За синій висотою», в який увійшло 13 пісень, з них тільки одна — «Ми в цьому житті тільки гості...» — раніше була відома у виконанні Алли Пугачової. Вже видано 5 альбомів цього проекту..
У XXI столітті Тетяна Снєжина стала одним з найпопулярніших і продаваних авторів в Росії . Тиражі її книжок переступили стотисячний рубіж.

## Книги віршів
- Первый сборник стихов и песен Снєжиной назывался «Что стоит жизнь моя?» и вышла в свет в 1996 году.
- Т Снежина. Позови меня с собой. — нар.: Вече, 2002. — 464 с. — ISBN 5-7838-1080-0
- Снежина, Татьяна. Звезда моя. — нар.: Эксмо, 2007. — 400 с. — ISBN 5-699-17924-4
- Я забираю грусть твой — нар.: Эксмо, 2007. — 352 с. — ISBN 978-5-699-21387-0
- Татьяна Снежина. Стихи о любви — нар.: Эксмо, 2007. — 352 с. — ISBN 978-5-699-23329-8
- Не жалею ни о чем — нар.: Эксмо, 2008. — 352 с. — ISBN 978-5-699-19564-0, 5-699-19564-5
- Зыбкой жизни моей силуэт — нар.: Эксмо, 2008. — 320 с. — ISBN 978-5-699-29664-4
- В сборнике — Стихи любимым женщинам — нар.: Эксмо, 2008. — 736 с. — ISBN 978-5-699-26427-8
- Татьяна Снежина. Стихи любимым. (Подарочное иллюстрированное издание) — нар.: Эксмо, 2009. — 352 с. — ISBN 978-5-699-38024-4
- В сборнике — Я так тебя люблю — нар.: Эксмо, 2009. — 416 с. — ISBN 978-5-699-26427-8
- Татьяна Снежина. О любовь — нар.: Эксмо, 2010. — 352 с. — ISBN 978-5-699-44722-0
- Татьяна Снежина. Лирика. (Подарочное иллюстрированное издание) — нар.: Эксмо, 2010. — 400 с. — ISBN 978-5-699-39965-9
- Снежина Т. Позови меня с собой. (Дополненное и обновленное издание сборника 2011 г.) — М.: Вече, 2014. — 464 с. — ISBN 978-5-4444-2078-2
- Снежина Т. Сон дальних странствий.(Подарочное иллюстрированное издание крупного формата) — М.: Вече, 2015. — 256 с. — ISBN 978-5-4444-3032-3

## Книги віршів і прози
- Хрупкой любви след — нар.: Эксмо, 2008. — 752 с. — ISBN 978-5-699-28345-3;
- Татьяна Снежина. Душа как скрипка (Подарочное издание. Стихи, проза, биография). — нар.: Эксмо, 2010. — 512 с. — ISBN 978-5-699-42113-8

## Книги прози
- Татьяна Снежина. Дождь (Подарочное иллюстрированное издание). — нар.: Вече, 2012. — 468 с. — ISBN 978-5-9533-6451-5

### Книги про Тетяну Снєжину
1. "Кукурекин Ю."Известные и известные-неизвестные луганчане. — 2008.
2. "Кукурекин Юрий, Владимир Ушкал". Пусть меня унесут белые лебеди ... — 2013.
3. Кукурекин Юрий, Ушкал Владимир. Только миг в полете - Украина. 2013 - УДК 82.312.6[15]

## Дискографія
| 1995 — «Вспомни со мной» |
| --- |
| Прем'єрний авторський магнітоальбом 1. Город мой 2. Было время 3. Роза 4. Твой первый дождь 5. Морячок 6. Нас больше нет 7. Фигаро 8. Ты говорил о любви 9. Праздник лжи 10. Сон 11. Фантазия снега 12. Перекресток 13. Позови меня с собой 14. Перекрёсток 15. Юный казанова 16. Дом на высокой горе 17. Я забываю тебя 18. Я и ты 19. Письма твои 20. Спроси меня 21. Патефон |

| 1998 — «Позови меня с собой» |
| --- |
| Пісні у виконанні зірок російської естради 1. Алла Пугачова - Позови меня с собой 2. Михайло Шуфутинський — Сколько лет 3. Лада Денс — Нас больше нет 4. Йосип Кобзон — Праздник лжи 5. Смак меду — Казанова 6. Тетяна Овсієнко — Сон 7. Аліса Мон — Снежинка 8. Йосип Кобзон— Я и ты 9. Олена Борисенко — Как я тебя оставлю 10. Лев Лещенко — Морячок 11. Лоліта — Дом на высокой горе 12. Крістіна Орбакайте — Музыкант 13. Лада Денс — Будь со мной 14. Смак меду — Фантазия снега 15. Олена Борисенко — Осень 16. Лев Лещенко — Было время 17. Михайло Шуфутинський — Осталась память 18. Смак меду — Перекрёсток 19. Микола Трубач — Что стоит жизнь моя 20. Йосип Кобзон — Письма твои 21. Євген Кемеровський — Небо над нами 22. Тетяна Снєжина — Последний день осени 23. Алла Пугачова — Мы в этой жизни только гости… |

| 2003 — «Вспомни со мной. Переиздание» |
| --- |
| Перевидання альбому Тетяни Снежиной «Вспомни со мной» CD1 1. Город мой 2. Было время 3. Роза 4. Твой первый дождь 5. Морячок 6. Нас больше нет 7. Фигаро 8. Ты говорил о любви 9. Праздник лжи 10. Сон CD2 1. Фантазия снега 2. Перекресток 3. Позови меня с собой 4. Перекрёсток 5. Юный казанова 6. Дом на высокой горе 7. Я забываю тебя 8. Я и ты 9. Письма твои 10. Спроси меня 11. Патефон |

| 2009 — «За самой синей высотой» |
| --- |
| "За найсинішою висотою" - прем'єрне видання диска відкриває унікальний проект "Всі пісні Тетяни Снежиной", що включає в себе раніше не видані записи авторського виконання Тетяни Снежиной своїх пісень з сімейного архіву. 1. Туман над городом, туман 2. Не улетай, лето 3. Твой портрет 4. Только бы повезло 5. Мы в этой жизни только гости… 6. За самой синей высотой 7. Виновата ли зима? 8. Я буду ждать тебя 9. Трамвайчик старенький 10. Не буду скучать 11. Колыбельная 12. Шуточная об осени 13. Пусть я жила без времени… |

| 2010 — «Тревожный лепесток свечи» |
| --- |
| "Тривожний пелюстка свічки" - другий диск, що продовжує серію Унікального проекту "Всі пісні Тетяни Снежиной", що включає в себе запису з її родинного архіву. 1. Обь-река 2. Тревожный лепесток свечи 3. Прощанье 4. Эхо дождя 5. Растает сон 6. Библия любви 7. Я — память 8. Я сегодня далеко 9. В Ялте зима 10. Я за тобой во сне приеду 11. В пустынной задумчивой ночи 12. Не ругайте меня 13. Снежинка 14. Жёлтые листья 15. Звезда моя |

| 2012 — «Ассоль» |
| --- |
| Диск випущений до сорокаріччя з дня народження Тетяни Снежиной третій диск - "Ассоль" продовжує серію Унікального проекту "Всі пісні Тетяни Снежиной", що включає в себе запису з її родинного архіву. 1. Ассоль 2. Музыкант 3. Регги 4. Лунный саксофон 5. Одиночество 6. Спаси и сохрани 7. Как я тебя оставлю 8. Эмансипация 9. Жёлтые листья 10. Пастораль 11. Я возвращаю всё на старый круг 12. Последний день осени 13. Здравствуй, я уже скучаю 14. Ворон 15. Ассоль (ремикс) 16. Последний день осени (ремикс) |

| 2013 — «Я возвращаюсь скоро» |
| --- |
| "Я повертаюся скоро" - четвертий диск продовжує серію Унікального проекту "Всі пісні Тетяни Снежиной", що включає в себе запису з її родинного архіву. 1. Листопад 2. Мне не станет больнее 3. Я тебя покидаю, прощай 4. Давай о нас не говорить 5. Я возвращаюсь скоро 6. Семь дней с тобой 7. Билет до Ленинграда 8. В конце пути 9. Ты так далеко |

| 2015 — «Грусть крылом взмахнула» |
| --- |
| 20 серпня 2015 року вийшов п'ятий альбом пісень Тетяни Снежиной в авторському виконанні, виданий компанією «Містерія звуку» під назвою «Смуток змахнув крилом». 1. Грусть крылом взмахнула 2. Песочный замок 3. Ах, если б… 4. Мой далёкий милый 5. Там, где сны мои… 6. Ты с другой 7. Всё прошло 8. Сержант 9. Эти глаза 10. Сегодня всё не так 11. За летом осень сожжёт мосты 12. Домой 13. Мой город 14. Грусть крылом взмахнула (минус) |